# 성기선 (1964년)
성기선(成基善, 1964년 4월 4일~)은 대한민국의 교육인이다. 제10대 한국교육과정평가원장을 지냈다.

## 학력
- 서울대학교 국어교육학 학사
- 서울대학교 대학원 교육학 석·박사

## 경력
- 경기도율곡교육연수원 원장
- 가톨릭대학교 교수
- 2017년 10월 30일 ~ 2021년 2월 19일: 제10대 한국교육과정평가원장

## 역대 선거 결과
| 실시년도 | 선거     | 대수 | 직책   | 선거구 | 정당   | 득표수      | 득표율          | 순위 | 당락 | 비고     |
| -------- | -------- | ---- | ------ | ------ | ------ | ----------- | --------------- | ---- | ---- | -------- |
| 2022년   | 지방선거 | 21대 | 교육감 | 경기도 | 무소속 | 2,541,863표 | \| \| 45.20% \| | 2위  | 낙선 | 민선 8기 |
|          | 45.20%   |      |        |        |        |             |                 |      |      |          |

## 참고
| 제9대 김영수 | 제10대 한국교육과정평가원 원장 2017년 10월 30일 ~ 2021년 2월 19일 | 제11대 강태중 |